# مطار أوسلو-غاردرموين
مطار أوسلو (بالنرويجية: Oslo lufthavn)، (إياتا: OSL، إيكاو: ENGM)، هو المطار الرئيسي الذي يخدم مدينة أوسلو، العاصمة والمدينة الأكثر اكتظاظاً بالسكان في النرويج. يخدم مدينة أوسلو أيضاً مطاران منخفضا التكلفة وهما مطار تورب ومطار ريغا. يعمل مطار أوسلو بمثابة محور للخطوط الجوية الداخلية ومطار دولي للنرويج، وثاني أكثر المطارات ازدحاماً في دول الشمال الأوروبي. يعتبر مطار أوسلو مركزاً للخطوط الجوية الإسكندنافية وقاعدة تشغيل لطيران آير شاتل النرويجية، وهو يربط 30 وجهة محلية وأكثر من 113 وجهة دولية. سافر حوالي 23 مليون مسافر عبر المطار في عام 2013، مما يجعله في الترتيب السابع عشر كأكثر مطارات أوروبا ازدحاماً.
يقع المطار على بعد 19 ميلاً بحرياً (35 كم) شمال شرق أوسلو، في غاردرموين في بلدية أولنساكر بمقاطعة أكشهوس. لدى المطار مدرّجين متوازنين على نحو يقارب اتجاهيّ الشمال والجنوب، ويبلغ طولهما 3.600 متر و2.950 متر، وفيه 71 موقف طيارة ومنهم 34 موقف مزوّد بجسور. يتصل المطار بمركز المدينة عن طريق سكك حديد غاردرموين فائقة السرعة حيث تعمل عليها القطارات العامة وقطار فليتوغيت. تعود ملكية مرافق المطار الأرضية إلى شركة أوسلو لوفتهافن المساهمة التي هي جزء من شركة أفينور التابعة للدولة. وتقوم القوات الجوية الملكية النرويجية بتشغيل مقرات عمل ومباني محطة غاردرموين الجوية.
استخدم موقع المطار لأول مرة من قبل الجيش النرويجي عام 1740، وتم بناء أول مرافق لمطار عسكري خلال العقد 1940. بقي المطار احتياطي ثانوي، حيث كانت رحلات الطيران المدنية تعمل في مطار فورنيبو قرب أوسلو حتى 8 تشرين الأول/أكتوبر 1998 عندما تم اغلاق هذا الأخير وتم فتح مطار جديد لمدينة أوسلو في منطقة غاردرموين، بتكلفة 11.4 مليار كرونة نرويجية.

## شركات الطيران والوجهات

### الركاب
| شركـات طيـران                    | الوجهات |
| -------------------------------- | --- |
| طيران إيجيان                     | مطار أثينا الدولي موسمي عارض: مطار خانية الدولي ‏، Rhodes |
| إيروفلوت                         | مطار شيريميتييفو الدولي (معلقة) |
| الخطوط الجوية الفرنسية           | مطار باريس شارل ديغول |
| Air Premia                       | موسمي عارض: مطار إنتشون الدولي |
| طيران صربيا                      | مطار بلغراد نيكولا تسلا |
| طيران البلطيق                    | مطار ريغا الدولي، مطار تالين موسمي: مطار كناريا الكبرى (تبدأ في 3 ديسمبر 2023) |
| الخطوط الجوية النمساوية          | مطار فيينا الدولي |
| Braathens International Airways  | موسمي عارض: Kavala، مطار ميورقة، مطار سبليت، مطار تينيريفي الجنوبي، Tivat |
| BRA Braathens Regional Airlines  | موسمي: Visby (تبدأ في 6 يوليو 2023) |
| الخطوط الجوية البريطانية         | مطار لندن هيثرو |
| خطوط بروكسل الجوية               | مطار بروكسل الدولي |
| الخطوط الجوية الكرواتية          | موسمي: مطار سبليت |
| DAT                              | Florø، Stord (معلقة)، Ørland |
| طيران الإمارات                   | مطار دبي الدولي |
| الخطوط الجوية الإثيوبية          | مطار أديس أبابا بولي الدولي، مطار ستوكهولم أرلاندا |
| يورو وينجز                       | مطار دوسلدورف الدولي، مطار هامبورغ، مطار فاكلاف هافيل الدولي |
| فين إير                          | مطار هلسنكي فانتا |
| فلاي إيجيبت                      | موسمي عارض: مطار شرم الشيخ الدولي |
| Freebird Airlines                | موسمي عارض: مطار أنطاليا، مطار دالامان |
| Freebird Airlines Europe         | موسمي عارض: مطار دوبروفنيك |
| أيبيريا (شركة طيران)             | مطار مدريد باراخاس الدولي |
| طيران آيسلندا                    | مطار كيفلافيك الدولي |
| يسرائير                          | موسمي عارض: مطار بن غوريون الدولي (تستأنف 27 يونيو 2023) |
| Jettime                          | موسمي عارض: مطار خانية الدولي ‏، مطار لارنكا الدولي، Samos، Rhodes |
| الخطوط الجوية الملكية الهولندية  | مطار سخيبول أمستردام |
| كوريا للطيران                    | موسمي عارض: مطار إنتشون الدولي |
| لوغاناير                         | مطار أبردين، مطار نيوكاسل، Southampton |
| خطوط لوت الجوية البولندية        | مطار وارسو فريدريك شوبان |
| لوفتهانزا                        | مطار فرانكفورت، مطار ميونخ الدولي |
| لوكس إير                         | مطار لوكسمبورغ |
| خطوط نورس أتلانتيك الجوية        | Fort Lauderdale ‏ (تنتهي في 15 سبتمبر 2023)، مطار ميامي الدولي (تبدأ في 18 سبتمبر 2023)، مطار جون إف كينيدي الدولي موسمي: مطار سوفارنابومي الدولي (تبدأ في 2 نوفمبر 2023)، مطار لوس أنجلوس الدولي |
| آير شاتل النرويجية               | Ålesund، مطار أليكانتي، Alta، مطار سخيبول أمستردام، مطار أنطاليا، مطار برشلونة الدولي، مطار بلغراد نيكولا تسلا، Bergen، مطار برلين براندنبرغ، Billund، Bodø، مطار بودابست فرانز ليست الدولي، مطار كوبنهاغن، مطار دبلن الدولي، مطار دوسلدورف الدولي، مطار إدنبرة، مطار فارو، مطار كريستيانو رونالدو، مطار غدانسك ليخ فاونسا، مطار كناريا الكبرى، مطار هامبورغ، Harstad/Narvik، Haugesund، مطار هلسنكي فانتا، Kirkenes، مطار كراكوف، Kristiansand، مطار لارنكا الدولي، مطار غاتويك، مطار مدريد باراخاس الدولي، مطار مالقة الدولي، مطار مانشستر، مطار مالبينسا، Molde، مطار ميونخ الدولي، مطار نيس كوت دازور، Palanga، مطار باريس شارل ديغول، مطار فاكلاف هافيل الدولي، مطار بريشتينا الدولي، مطار كيفلافيك الدولي، مطار ريغا الدولي، مطار ليوناردو دا فينشي، مطار ستافانغر الدولي، مطار ستوكهولم أرلاندا، مطار تالين، مطار تينيريفي الجنوبي، Tromsø، Trondheim، مطار فيينا الدولي، مطار فيلنيوس، مطار وارسو فريدريك شوبان موسمي: مطار أجاكسيو، Andøya، مطار أثينا الدولي، مطار باري كارل فويتيالا ‏ (تبدأ في 22 يونيو 2023)، مطار أوريو أل سيريو (تبدأ في 22 يونيو 2023)، مطار بلباو، مطار بولونيا (تبدأ في 22 يونيو 2023)، مطار بوردو ميرينياك، مطار هنري كواندا الدولي (تبدأ في 23 يونيو 2023)، Burgas، مطار كاتانيا-فونتاناروسا، مطار خانية الدولي ‏، Corfu، مطار دوبروفنيك، مطار غازي باشا، مطار جنيف الدولي، مطار كاندية الدولي ‏، مطار إيبيزا، Kefalonia، مطار لشبونة، مطار مالطا الدولي، مطار نابولي، Olbia، مطار ميورقة، مطار بيزا الدولي، مطار بورتو الدولي (تبدأ في 23 يونيو 2023)، Preveza/Lefkada، Pula، Rhodes، مطار سانتوريني (ثيرا) الوطني، مطار سراييفو الدولي، مطار إسكوبية الدولي (تبدأ في 23 يونيو 2023)، مطار صوفيا (تبدأ في 24 يونيو 2023)، مطار سبليت، Thessaloniki (تبدأ في 24 يونيو 2023)، مطار تيرانا الدولي، Tivat، Varna، مطار البندقية ماركو بولو، Verona |
| Nordwind Airlines                | مطار بولكوفو (معلقة) |
| خطوط بيغاسوس                     | مطار صبيحة كوكجن الدولي |
| الخطوط الجوية القطرية            | مطار حمد الدولي |
| رايان إير                        | مطار كاتوفيتشي، مطار لندن ستانستد، مطار فيلنيوس |
| الخطوط الجوية الإسكندنافية       | Aalborg، Aarhus، Ålesund، مطار أليكانتي، Alta، مطار سخيبول أمستردام، مطار برشلونة الدولي، Bardufoss، Bergen، مطار برلين براندنبرغ، Billund، Bodø، مطار بروكسل الدولي، مطار كوبنهاغن، مطار دبلن الدولي، مطار دوسلدورف الدولي، مطار كناريا الكبرى، Harstad/Narvik، Haugesund، Kirkenes، Kristiansand، Kristiansund، Lakselv، مطار لارنكا الدولي (تستأنف 28 يونيو 2023)، مطار لندن هيثرو، Longyearbyen، مطار مالقة الدولي، مطار مانشستر، مطار مالبينسا، Molde، مطار نيوآرك ليبرتي الدولي، مطار باريس شارل ديغول، مطار كيفلافيك الدولي، Stavanger، مطار ستوكهولم أرلاندا، Tromsø، Trondheim، مطار زيورخ الدولي موسمي: مطار أنطاليا (تستأنف 24 يونيو 2023)، مطار أثينا الدولي، مطار كاتانيا-فونتاناروسا (تبدأ في 24 يونيو 2023)، مطار خانية الدولي ‏، مطار إدنبرة، مطار فارو، Florence (تبدأ في 28 يونيو 2023)، مطار غازي باشا، مطار غدانسك ليخ فاونسا، مطار جنيف الدولي، مطار هامبورغ، مطار هلسنكي فانتا، مطار كراكوف، مطار ميامي الدولي، مطار نيس كوت دازور، Olbia، مطار باليرمو الدولي، مطار ميورقة، مطار بيزا الدولي، مطار فاكلاف هافيل الدولي (تبدأ في 28 سبتمبر 2023)، Pula، مطار ليوناردو دا فينشي، مطار سبليت، مطار شتوتغارت الدولي (تبدأ في 6 يوليو 2023)، مطار تينيريفي الجنوبي، مطار البندقية ماركو بولو (تبدأ في 24 يونيو 2023) موسمي عارض:[بحاجة لمصدر] Chios، مطار اينسبوروك، Kos، Lemnos، Mytilene، مطار سالزبورغ، Samos، مطار سانتوريني (ثيرا) الوطني، مطار سكياثوس الدولي |
| Sunclass Airlines                | عارض: مطار كناريا الكبرى، مطار تينيريفي الجنوبي موسمي عارض: مطار أنطاليا، مطار خانية الدولي ‏، مطار غازي باشا، مطار كاندية الدولي ‏، Kavala، مطار لارنكا الدولي، مطار ميورقة، Phuket، Preveza/Lefkada، Rhodes، Sal، مطار سكياثوس الدولي، مطار سبليت، Varna |
| صن إكسبريس                       | موسمي: مطار أنطاليا، مطار عدنان مندريس، مطار قونية، Van |
| الخطوط الجوية الدولية السويسرية  | مطار زيورخ الدولي موسمي: مطار جنيف الدولي |
| تاب برتغال                       | مطار لشبونة |
| ترانسافيا فرنسا                  | مطار باريس أورلي |
| توي للطيران                      | موسمي عارض: مطار غاتويك (تبدأ في 17 ديسمبر 2023) |
| TUI fly Nordic                   | موسمي عارض: Cancún، مطار كرابي، Phuket، مطار عبيد أماني كرومي الدولي |
| الخطوط الجوية التركية            | مطار إسطنبول الدولي |
| الخطوط الجوية الدولية الأوكرانية | مطار بوريسبيل الدولي (معلقة) |
| خطوط فيولينغ الجوية              | مطار برشلونة الدولي |
| Widerøe                          | Bergen، Førde، Gothenburg، Røros، Sandane، Sogndal، Tromsø، مطار تروندهايم، فارنيس، Ørsta-Volda موسمي: Brønnøysund، Leknes، Sandnessjøen، Svolvær |
| ويز للطيران                      | مطار غدانسك ليخ فاونسا، مطار كراكوف |

### الشحن
| شركـات طيـران           | الوجهات                                                                                               |
| ----------------------- | --- |
| Amapola Flyg            | مطار تروندهايم، فارنيس                                                                                |
| خطوط كال للشحن الجوي    | مطار بن غوريون الدولي، مطار لييج                                                                      |
| الخطوط الجوية الإثيوبية | مطار إنتشون الدولي، مطار لييج، مطار بروكسل الدولي                                                     |
| كوريا للطيران           | مطار إنتشون الدولي، مطار فيينا الدولي                                                                 |
| الخطوط الجوية القطرية   | مطار حمد الدولي، مطار لييج                                                                            |
| Silk Way West Airlines  | مطار حيدر علييف الدولي                                                                                |
| SprintAir               | Bodø (تبدأ في 1 أغسطس 2023)، Longyearbyen (تبدأ في 1 أغسطس 2023)، Tromsø (تبدأ في 1 أغسطس 2023)       |
| سويفت إير               | Bergen، Jönköping، Stavanger، مطار تروندهايم، فارنيس                                                  |
| الخطوط الجوية التركية   | مطار هلسنكي فانتا، مطار إسطنبول الدولي                                                                |
| West Air Sweden         | Bodø (تنتهي في 31 يوليو 2023)، Longyearbyen (تنتهي في 31 يوليو 2023)، Tromsø (تنتهي في 31 يوليو 2023) |

## وصلات خارجية
- الموقع الرسمي (بالنرويجية)
- حالة الطقس في مطار أوسلو-غاردرموين.
- تاريخ الحوادث لـ (OSL) على شبكة سلامة الطيران.